# Kattekoers
La Gand-Wevelgem/Kattekoers-Ieper, nota anche come Kattekoers, è una corsa in linea di ciclismo su strada maschile che si svolge ogni marzo tra le città di Ypres e Gand, in Belgio.
Corsa per la prima volta nel 1934 e storicamente aperta ai soli dilettanti, dal 2011 al 2015 fece parte del circuito continentale UCI Europe Tour come gara di classe 1.2 aperta a Elite e Under-23. Dal 2016 è stata invece associata alla Gand-Wevelgem come omologa prova per soli Under-23 prendendo la denominazione di "Gand-Wevelgem/Kattekoers-Ieper" e venendo inclusa nel calendario della Coppa delle Nazioni Under-23.

## Albo d'oro
Aggiornato all'edizione 2025.
| Anno                           | Vincitore                                 | Secondo                                   | Terzo                                     |
| ------------------------------ | ----------------------------------------- | ----------------------------------------- | ----------------------------------------- |
| 1934                           | Alfons Ghesquiere                         |                                           |                                           |
| 1935                           | Philemon De Meersman                      |                                           |                                           |
| 1936                           | Marcel Meerenhout                         |                                           |                                           |
| 1937                           | Marcel Kint                               |                                           |                                           |
| 1938                           | Alois Delchambre                          | Andre Declerck                            | Roger Cnockaert                           |
| 1939                           | Leon Kint                                 | Andre Declerck                            | Georges De Cnock                          |
| 1939-45                        | non disputato                             |                                           |                                           |
| 1946                           | Leopold Verhaegen                         | Marcel Dierkens                           | T. Delaere                                |
| 1947                           | Omer Porte                                | Marcel De Mulder                          | Maurice Blomme                            |
| 1948                           | Gerard Deschacht                          | Roger Decock                              | Alfons Vandenbrande                       |
| Kattekoers                     |                                           |                                           |                                           |
| 1949                           | Maurice Joye                              | Alois Van Steenkiste                      | Roger Derous                              |
| 1950                           | Gentiel Vermeersch                        | Joseph Van Coillie                        | Roger Vuylsteke                           |
| 1951                           | André Noyelle                             | Gilbert Desmet                            | Georges De Cnock                          |
| 1952                           | Joseph Parmentier                         | Lucien Victor                             | Daan de Groot                             |
| 1953                           | Albert Eloot                              | Gaston Rebry                              | Raphael Ghisquiere                        |
| 1954                           | Emiel Van Cauter                          | Norbert Kerckhove                         | Piet van der Lijke                        |
| 1955                           | Josef Verhelst                            | Gabriel Borra                             | Julien Schepens                           |
| 1956                           | Piet de Jongh                             | Rene Pavard                               | Jan Groot                                 |
| 1957                           | Rene Muylle                               | Ab Geldermans                             | Coen Niesten                              |
| 1958                           | non disputato                             |                                           |                                           |
| 1959                           | Willy Van Den Broeck                      | Louis Van Huyck                           | Valeer Schmidt                            |
| 1960                           | Robert Lelangue                           | Eric Callens                              | Ab Sluis                                  |
| 1961                           | Gilbert Lingier                           | Andre De Bal                              | Ernest Dumez                              |
| 1962                           | Willy Stevens                             | Louis Baudeweijns                         | Robert D'Hert                             |
| 1963                           | Jos Spruyt                                | Joseph Timmerman                          | Desire Van De Voorde                      |
| 1964                           | Herman Van Loo                            | Jan Monteyne                              | Jan Fransen                               |
| 1965                           | Noel Van Clooster                         | Gerard David                              | Andre Planckaert                          |
| 1966                           | Leo Van Dam                               | Andre Poppe                               | Jozef Leonard                             |
| 1967                           | Jos Van Mechelen                          | Eric Leman                                | Jean-Marie Sohier                         |
| 1968                           | Georges Claes                             | Jos Schoeters                             | Noel Van Tyghem                           |
| 1969                           | Emiel Cambre                              | Roland Callewaert                         | Eddy Voet                                 |
| 1970                           | Ludo Van Der Linden                       | Willy Van Mechelen                        | Frans Verhaegen                           |
| 1971                           | Theophile Dockx                           | Daniel Moenaert                           | Rene Dillen                               |
| 1972                           | Jose Vanackere                            | Gerry Catteeuw                            | Ludo Delcroix                             |
| 1973                           | Rene Dillen                               | Eric Van Lent                             | Marcel Laurens                            |
| 1974                           | Florent Van Hooydonck                     | Willem Peeters                            | Andre Liekens                             |
| 1975                           | Franky De Gendt                           | Leo Van Thielen                           | Emiel Gijsemans                           |
| 1976                           | Paul Clinckaert                           | Eddy Vanhaerens                           | Pieter Verhaege                           |
| 1977                           | Fons De Wolf                              | Dirk Heirweg                              | Eric Thoelen                              |
| 1978                           | Walter Schoonjans                         | Fons De Wolf                              | Daniel Willems                            |
| 1979                           | Eddy Planckaert                           | Étienne De Wilde                          | Werner Devos                              |
| 1980                           | Eddy Planckaert                           | Patrick Vermeulen                         | Jan Jonkers                               |
| 1981                           | Jozef Lieckens                            | Marc Sergeant                             | Luc Meersman                              |
| 1982                           | Rudy Delehouzee                           | Hans D'Haese                              | Jan Blomme                                |
| 1983                           | Frank Verleyen                            | Marc Van Laer                             | Stefan Aerts                              |
| 1984                           | Patrick Verplancke                        | Edwin Bafcop                              | Rudy De Keyser                            |
| 1985                           | Patrick Verplancke                        | Jan Goessens                              | Willy Willems                             |
| 1986                           | Walter Van Den Branden                    | Frank Francken                            | Rudy Van Der Haegen                       |
| 1987                           | Johnny Dauwe                              | Johan Devos                               | Koen Vekemans                             |
| 1988                           | Patrick Hendrickx                         | Sammy Moreels                             | Jan Mattheus                              |
| 1989                           | Chris Lefever                             | Reginald Van Damme                        | Harry Lodge                               |
| 1990                           | Claude De Bodt                            | Didier Priem                              | Peter Farazijn                            |
| 1991                           | Daniel Verelst                            | Dominique Kinds                           | Hans De Clercq                            |
| 1992                           | Niko Eeckhout                             | Stefan Sels                               | Hans De Clercq                            |
| 1993                           | Stefaan Vermeersch                        | Rufin Desmet                              | Patrick Kops                              |
| 1994                           | Robbie Vandaele                           | Danny In't Ven                            | Arvis Piziks                              |
| 1995                           | Yvan Segers                               | Mario Aerts                               | Danny Van Looy                            |
| 1996                           | Jurgen Vermeersch                         | Juris Silovs                              | Dennis Moons                              |
| 1997                           | Karel Vereecke                            | Marc Lotz                                 | Yvan Segers                               |
| 1998                           | Coen Boerman                              | Danny Dierckx                             | Koen Scherre                              |
| 1999                           | Kevin Hulsmans                            | Ronald Mutsaars                           | Frederic Amorison                         |
| 2000                           | Bert De Waele                             | Mark Vlijm                                | Davy Huybrechts                           |
| 2001                           | Stefaan Vermeersch                        | Koen Das                                  | Gert Steegmans                            |
| 2002                           | Sean Sullivan                             | Stefaan Vermeersch                        | Roel Egelmeers                            |
| 2003                           | Kenny Lisabeth                            | Koen Barbe                                | Jurgen Van Den Broeck                     |
| 2004                           | Stefaan Vermeersch                        | Jurgen Vermeersch                         | Claude Pauwels                            |
| 2005                           | Frank van Kuik                            | Rik Kavsek                                | Kevin Desmedt                             |
| 2006                           | Greg Van Avermaet                         | Ward Bogaert                              | Nicolaas Maes                             |
| 2007                           | Sebastien Delfosse                        | Kenny Van Der Schueren                    | Pieter Vanspeybrouck                      |
| 2008                           | Ken Vanmarcke                             | Sep Vanmarcke                             | Gaetan Bille                              |
| 2009                           | Sander Armée                              | Baptiste Planckaert                       | Sep Vanmarcke                             |
| 2010                           | Frederique Robert                         | Davy De Scheemaeker                       | Jens Debusschere                          |
| 2011                           | Jonas Vangenechten                        | Benjamin Verraes                          | Frederic Amorison                         |
| 2012                           | Roy Jans                                  | Steele Von Hoff                           | Marco Minnaard                            |
| 2013                           | Jérôme Baugnies                           | Alphonse Vermote                          | Tom Dernies                               |
| 2014                           | Lukasz Wisniowski                         | Gaetan Bille                              | Boris Dron                                |
| 2015                           | Baptiste Planckaert                       | Joeri Calleeuw                            | Nils Politt                               |
| Gand-Wevelgem/Kattekoers-Ieper |                                           |                                           |                                           |
| 2016                           | Mads Pedersen                             | Anders Skaarseth                          | Gabriel Cullaigh                          |
| 2017                           | Jacob Hennessy                            | Ian Garrison                              | Rasmus Tiller                             |
| 2018                           | Žiga Jerman                               | Jake Stewart                              | Mathieu Burgaudeau                        |
| 2019                           | Jonas Rutsch                              | Andreas Leknessund                        | Jens Reynders                             |
| 2020-2021                      | non disputata per la pandemia di COVID-19 | non disputata per la pandemia di COVID-19 | non disputata per la pandemia di COVID-19 |
| 2022                           | Samuel Watson                             | Sebastian Kolze Changizi                  | Valentin Retailleau                       |
| 2023                           | Gil Gelders                               | Nicolò Buratti                            | Henri Uhlig                               |
| 2024                           | Huub Artz                                 | Rasmus Søjberg Pedersen                   | Andrea Raccagni                           |
| 2025                           | Alessandro Borgo                          | Patrick Boje Frydkjær                     | Joshua Golliker                           |